# طرق في صربيا

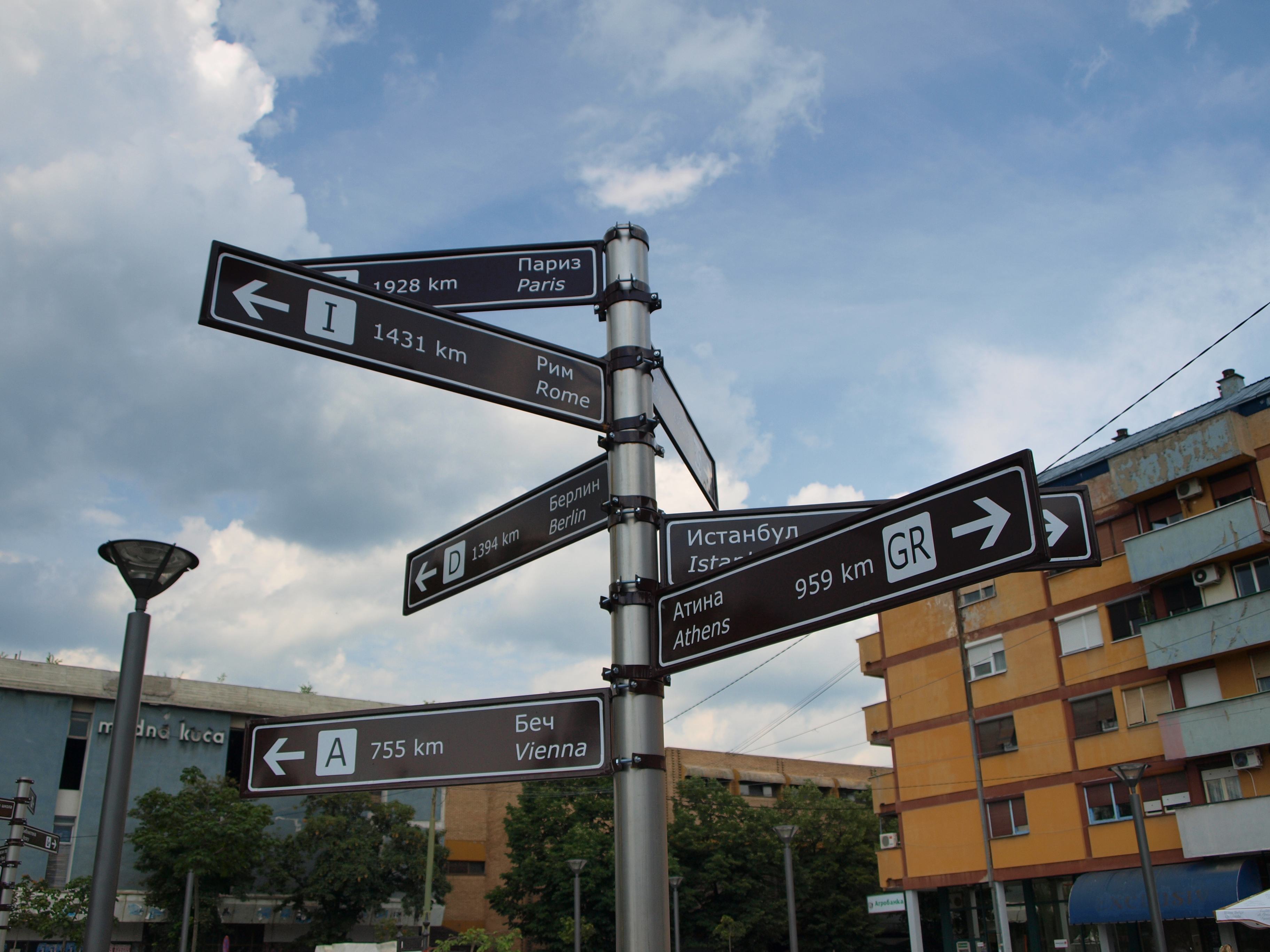

Serbian motorway network.
في الخدمة
قيد الانجاز
تم المصادقة على المخطط

تحتل صربيا موقعا استراتيجيا في مركز شبه جزيرة البلقان بين مفترق الطرق في أروبا الجنوبية والشرقية والغربية، مما يجعلها مركزا مهما للنقل البري والنهري على الصعيد الإقليمي بين دول البلقان المجاورة وعلى الصعيد الأوروبي.
ونظرا لموقعها الذي يتوسط البلقان وأوروبا الجنوبية، فهي تعد مركزا مهما للنقل البري تمر عبر طرقها البرية والنهرية لدانوب بين آسيا وأوروبا.

## الخطوط البرية

علامة تحديد السرعة عند مدخل صربيا (120 كم/ساعة) على الطريق السيار

الطرق في صربيا هي العمود الفقري لنظام النقل، مرتبطة بشبكة الطرق الأوروبية. ويبلغ طول الطرق الكلي في البلاد حوالي 45,149 كم.

تجتاز صربيا الخطوط الأوروبية التالية: E75,E65,E70,E662, E761, E762, E763, E771,E851.

### الطرق السريعة

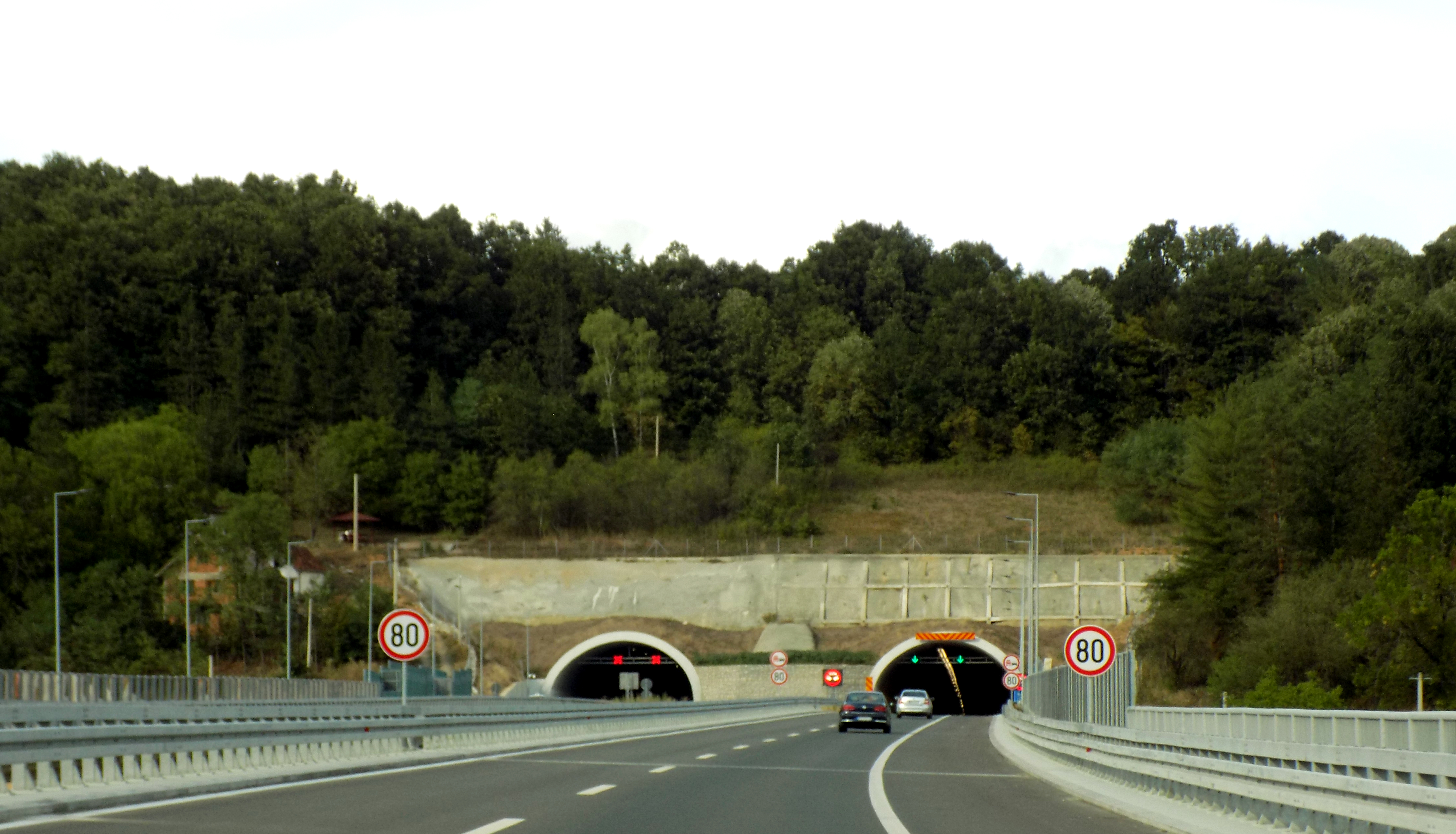
L'A2 (الطريق الأوروبي 763

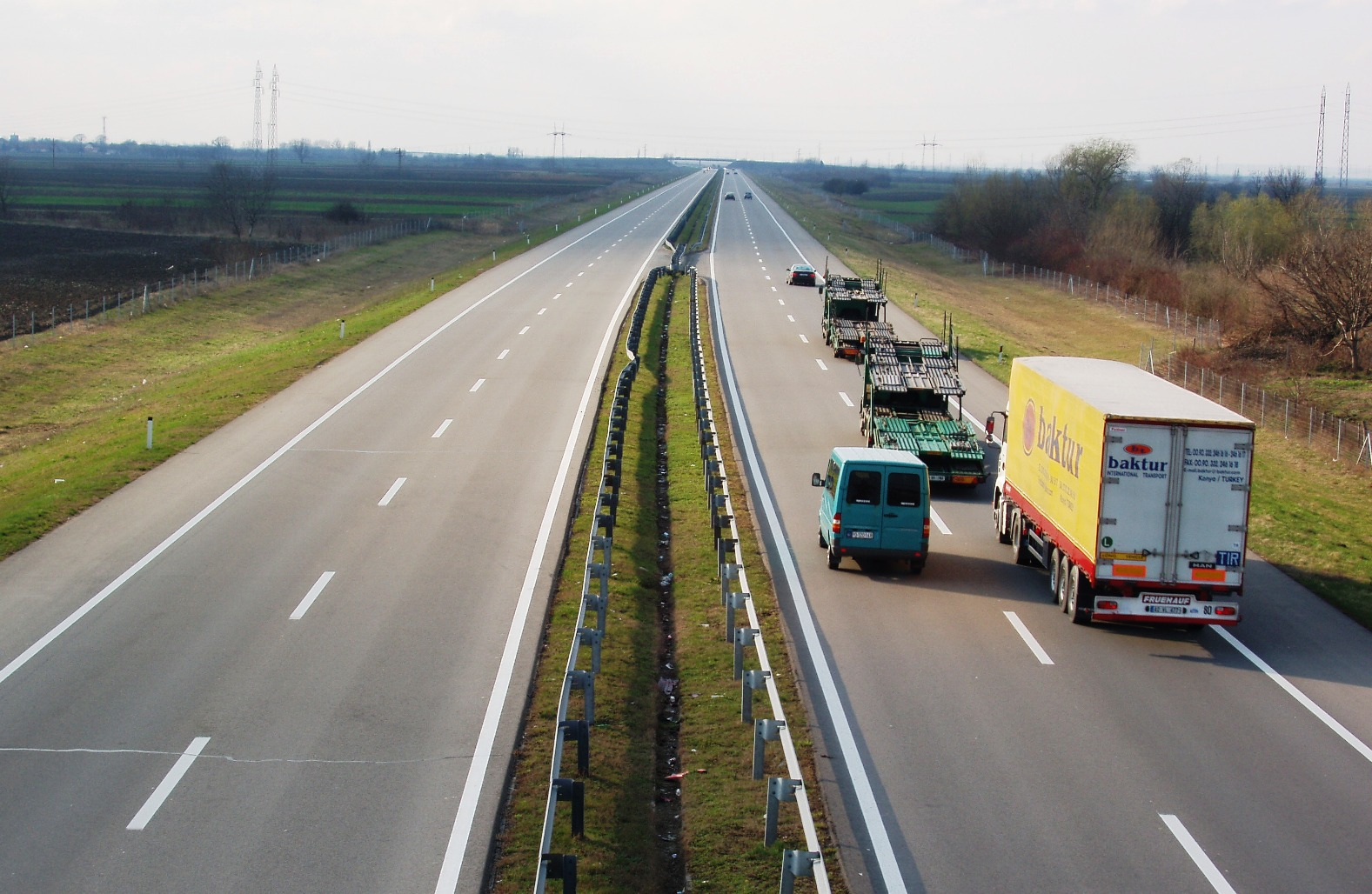
'الطريق السريع A3 (الطريق الأوروبي 70

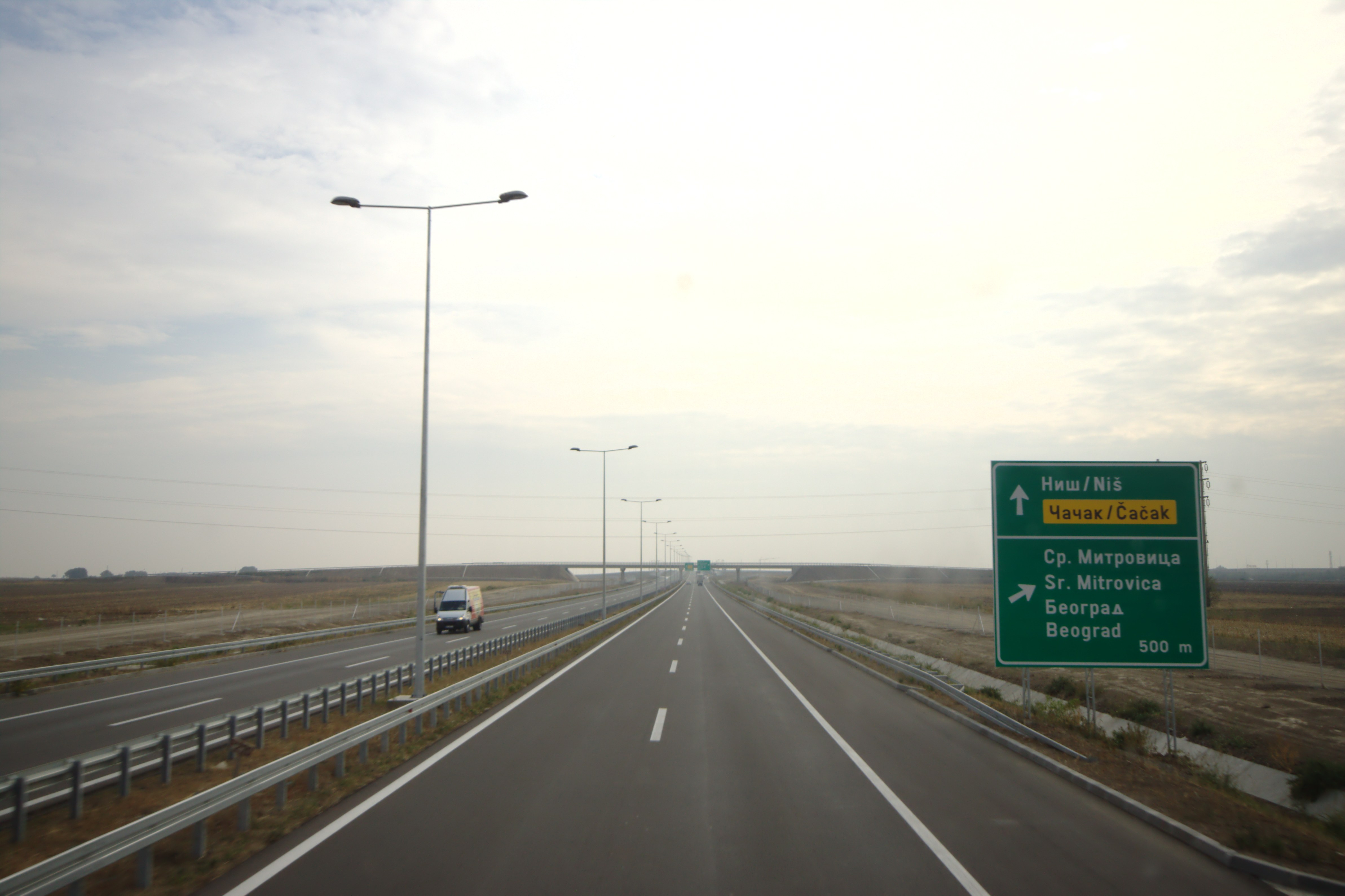
طريق بلغراد الدائري بالقرب من تقاطع الطريق السريع

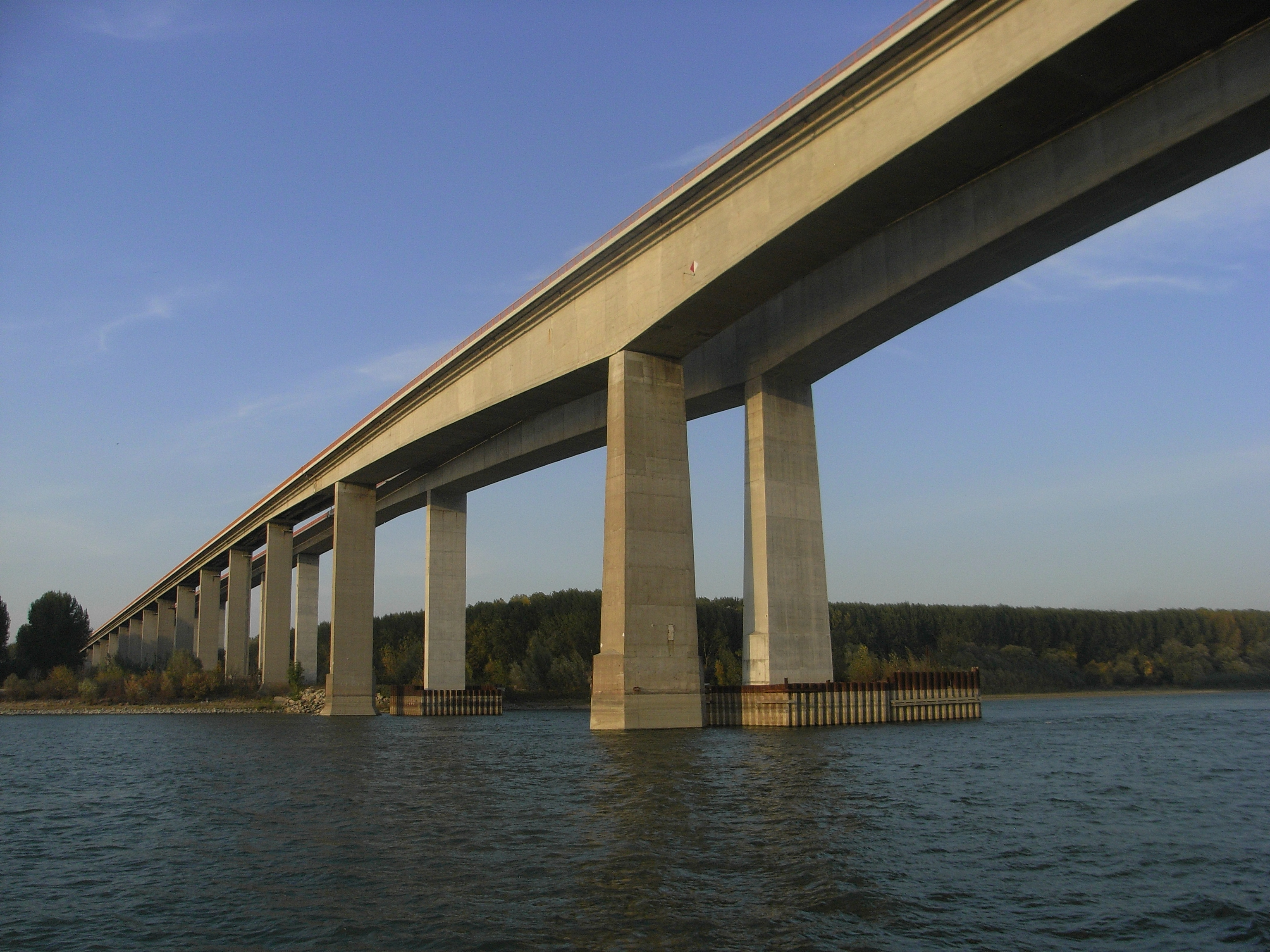
جسر بيسكا (الطريق السريع A1 (صربيا)

الطرق السريعة (باللغة الصربية: Ауто-путеви وبالحرف اللاتيني Auto-putevi) مرقمة باستعمال الحرف A كدليل مثلا (A1 و A2 و A3 و A4 و A5)
يتم استخدام نظام الترقيم الذي أدخلته صربيا سنة 2013، وبالموازاة مع ذلك يتم أيضا ترميز الطرق السريعة في الغالب من خلال تسمية خط سريع بين مدينتين (على سبيل المثال، الطريق السريع A1 بين بلغراد ونيس يُعرف باسم «طريق بلغراد-نيش السريع» أو عن طريق الترقيم الأوروبي بمساعدة (الحرف E) كدليل مثلا خطوط (E70)، E75، E80، E761 E763).
في صربيا، يوجد ما يقرب 800 كم من الطرق السريعة وحوالي 1200 كيلومتر مخطط لها وقيد الإنجاز.

## الدانوب
إضافة للموقع البري المتميز تعتبر صربيا أحد أهم بلدان نهر الدانوب الذي يخترق أراضيها من الشرق إلى الغرب مقسما البلاد لجزئين، «فويفودينا» في الشمال و«شومادييا» في الجنوب، علاوة على نهر الدانوب هناك رافد «السافا» الذي يلتقي به في بلغراد، ليشكلا معا أحد أهم الطرق النهرية في أوروبا حيث يوفر بسلاسة إمكانية النقل النهري عبر السفن بين دول البلقان المجاورة ودول أوروبا إلى الجزء الغربي من آسيا.

## المشاريع
هناك العديد من المشاريع قيد الإنجاز فيما يتعلق بالطرق البرية إضافة لبناء الجسور، ومن أبرزها جسر بلغراد على نهر السافا، الذي تم افتتاحه في بداية عام 2012، إضافة لذلك يتم الآن بناء جسر بالقرب من زيمون على نهر الدانوب وعدة مخططات تهدف إلى تطوير والرفع من جودة البنية التحتية للطرق والمواصلات الوطنية والدولية منها.

## السكك الحديدية
فيما يتعلق بشبكة الخطوط الحديدية تعتمد البلاد على بنية قوية من شبكة كبيرة من الخطوط الحديدية تربط بين جميع المدن الرئيسية والمدن الصغيرة، تم بناء قسم كبير منها في عهد الفيدرالية اليوغسلافية، ويبلغ طول شبكة الخطوط الحديدية 4.092 كم منها 1724 مزودة
بالكهرباء.

## طالع
- إشارات المرور في صربيا
- قائمة الطرق السريعة في صربيا